# الکساندر سوم، امپراتور روسیه
الکساندر سوم الکساندروویچ (به روسی: Александр III Александрович) (۱۰ مارس ۱۸۴۵ – ۱ نوامبر ۱۸۹۴) شناخته‌شده تحت عنوان الکساندار صلح‌طلب (به روسی: Александр Миротворец) تزار روسیه از ۱۳ مارس ۱۸۸۱ تا هنگام مرگش در ۱۸۹۴ بود. وی سیاست یهودستیزانه‌ای داشت و انجام برخی مشاغل را برای یهودیان محدود کرد. وی همچنین ضداصلاحات بود.

## نگارخانه

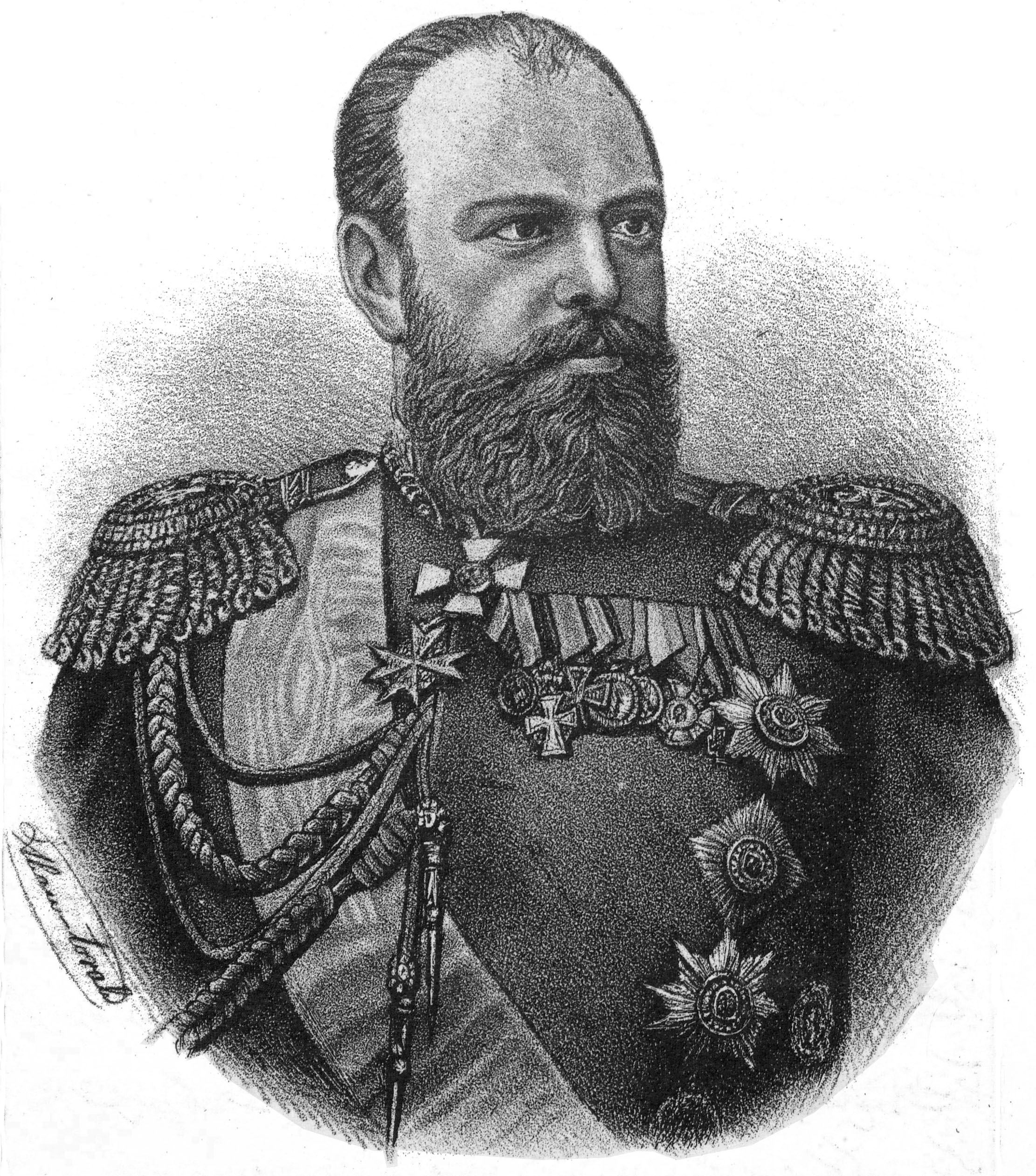
الکساندر سوم روسیه، اثر ابوتراب غفاری
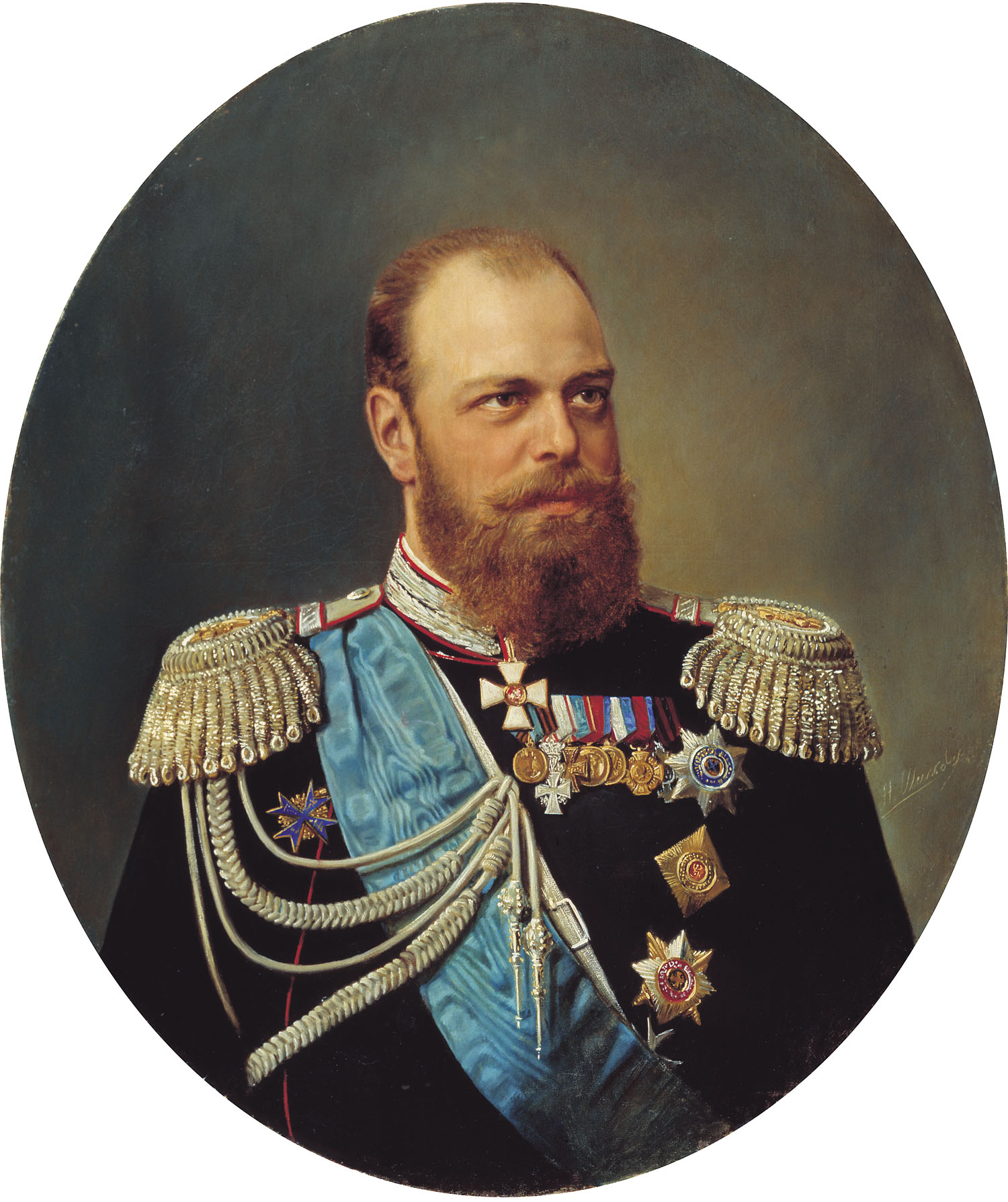
الکساندر سوم، اثری از نیکلای شلدر
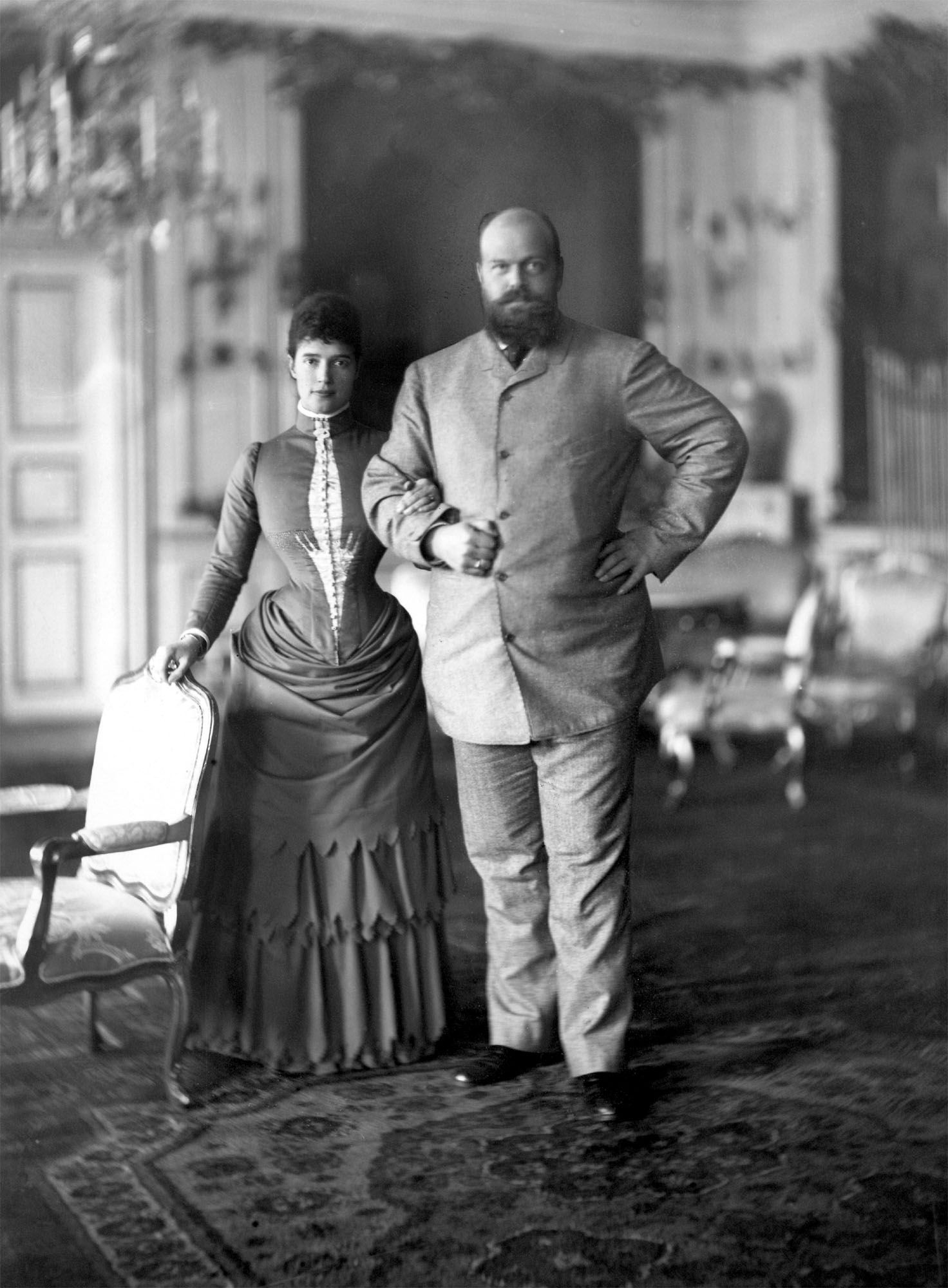
الکساندر و همسرش ماریا فیودوروونا در ۱۸۹۳
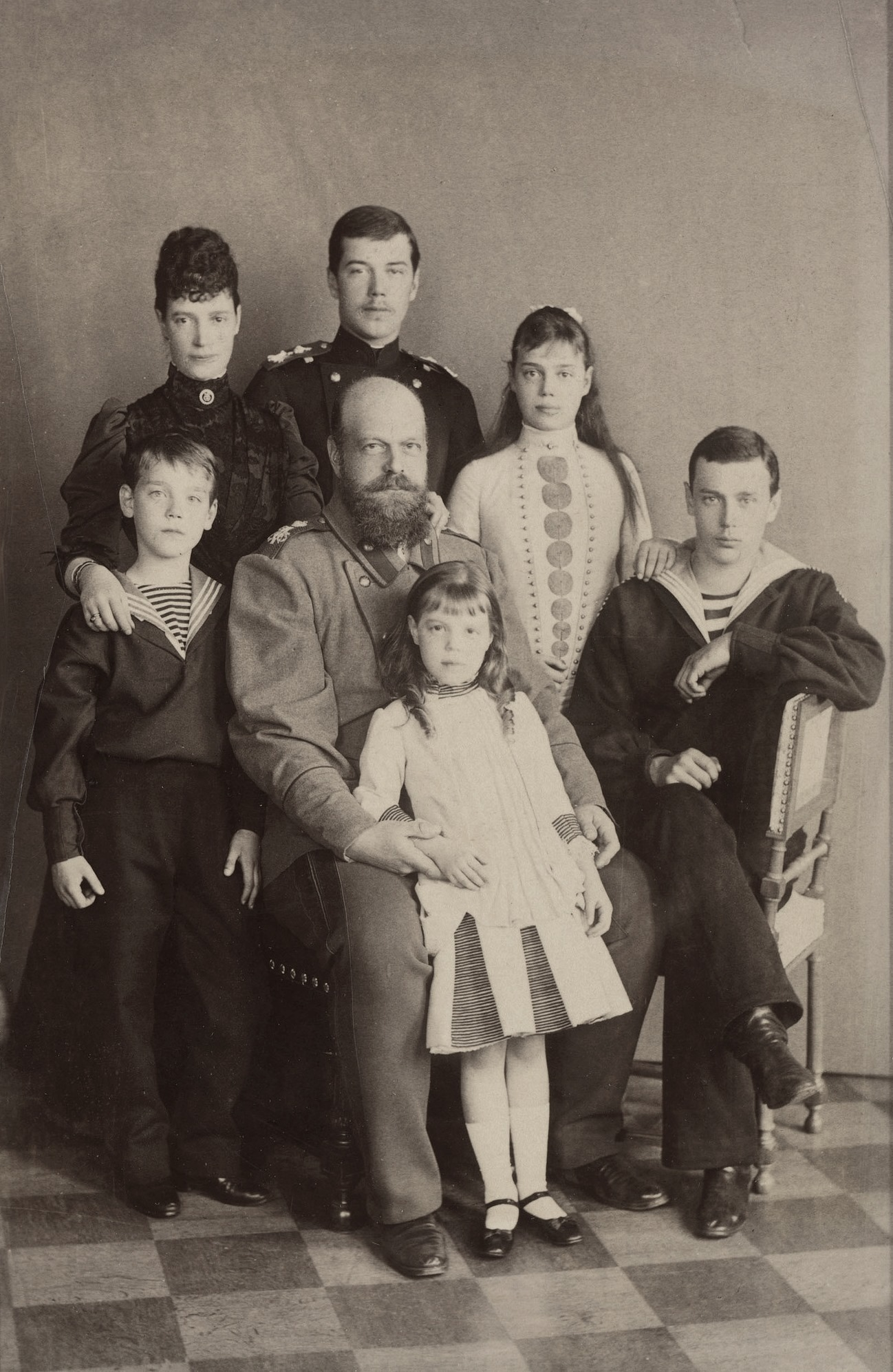
الکساندر و خانواده‌اش در سال ۱۸۸۸
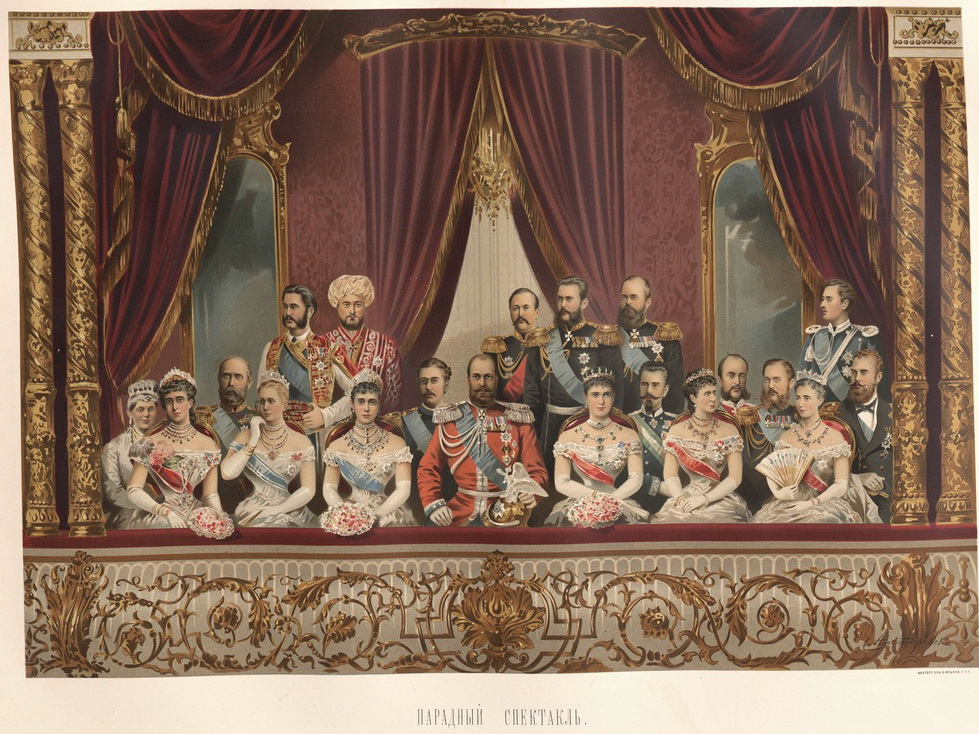
الکساندر سوم به همراه خانواده سلطنتی در جایگاه سلطنتی تالار بولشوی